# 미치가미 아야카
미치가미 아야카(일본어: 道上 彩花, 1994년 7월 27일 ~ )는 일본의 여자 축구 선수이다.

## 구단 경력
나데시코 리그, WE리그의 INAC 고베 레오네사, 이가 FC 구노이치 미에, 알비렉스 니가타에서 활동했다.

## 국가대표팀 경력
그녀는 2012년 FIFA U-20 여자 월드컵에 참가할 일본 U-20 국가대표팀에 발탁되었으며, 6경기에 출전, 1득점을 기록했으며 3위에 기여했다.